# Myra Carter
Myra Carter (Chicago, 27 ottobre 1929 – New York, 9 gennaio 2016) è stata un'attrice statunitense.

## Biografia
Attiva in campo teatrale, televisivo e cinematografico, è nota soprattutto per aver interpretato A nella produzione originale dell'Off Broadway del dramma Premio Pulitzer di Edward Albee Tre donne alte, un'interpretazione che le valse l'Obie Award, l'Outer Critics Circle Award ed il Drama Desk Award alla miglior attrice.
È stata sposata con lo scrittore Don Garson.

## Filmografia

### Cinema
- 8mm - Delitto a luci rosse (8mm), regia di Joel Schumacher (1998)

### Televisione
- Kraft Television Theatre – serie TV, 1 episodio (1958)
- The DuPont Show of the Month – serie TV, episodio 3x02 (1959)
- Avventure in paradiso (Adventures in Paradise) – serie TV, 1 episodio (1961)
- Thriller – serie TV, episodio 2x10 (1961)
- Great Performances – serie TV, 1 episodio (1972)
- Frasier – serie TV, 1 episodio (1994)
- La tata (The Nanny) – serie TV, 1 episodio (1997)
- La tempesta del secolo (Storm of the Century) – serie TV, 2 episodi (1999)

## Doppiatrici italiane
- Miranda Bonansea in Frasier
- Liliana Jovino ne La tata
- Alina Moradei in 8mm - Delitto a luci rosse